# 소뮈르성

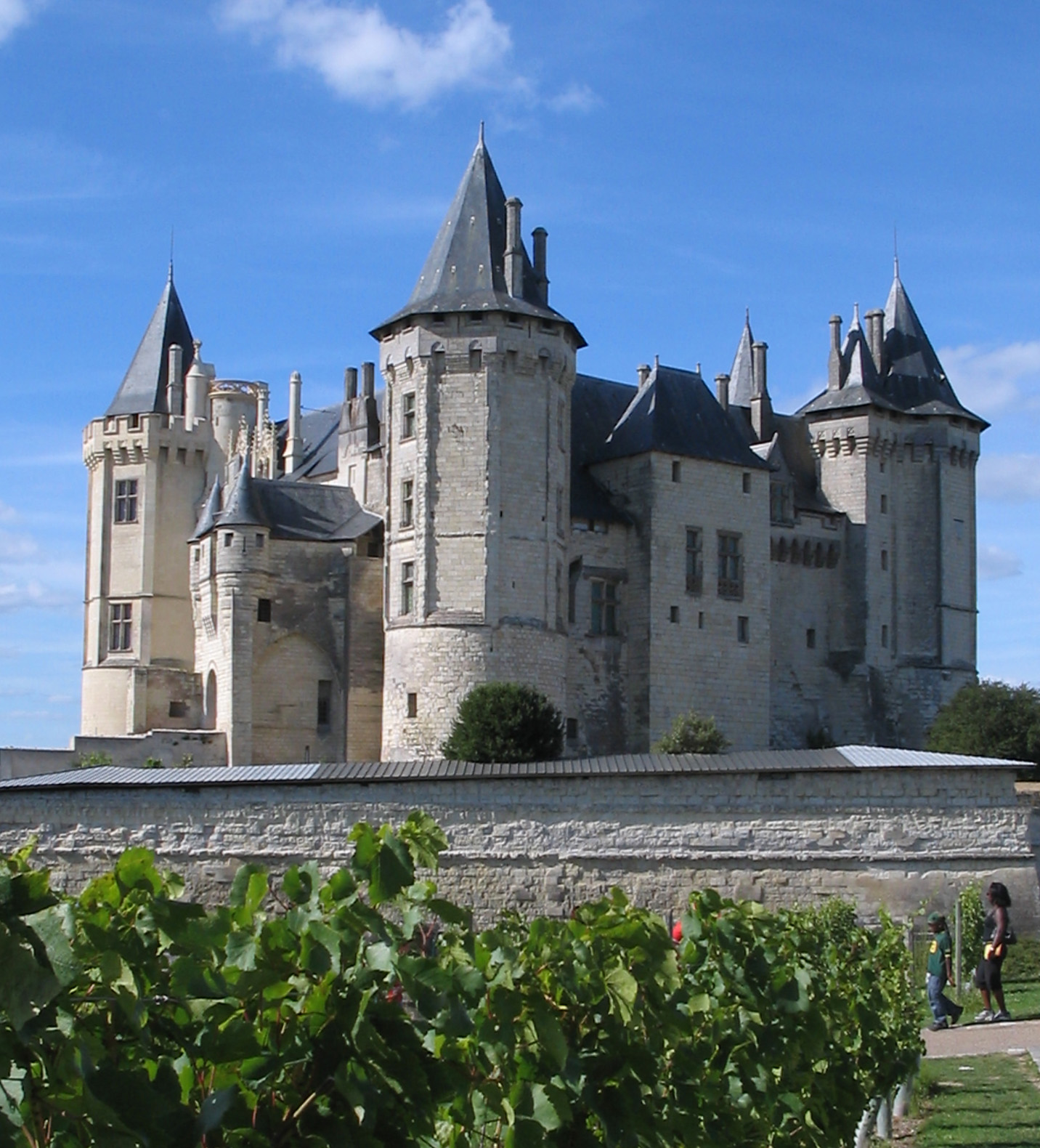
소뮈르 성

소뮈르성(프랑스어: Château de Saumur)은 프랑스 멘에루아르주, 소뮈르 마을에 위치한 샤토로, 원래는 요새로서 건축되었다.1067년에 붕괴된 후, 이 샤토는 강력한 플랜태저넷 왕가의 일족에 의해 재건축되었다.

## 같이 보기
- 프랑스의 성 목록